# Euproctis aeruginosa
Euproctis aeruginosa är en fjärilsart som beskrevs av Collenette 1932. Euproctis aeruginosa ingår i släktet Euproctis och familjen tofsspinnare. Inga underarter finns listade i Catalogue of Life.